# NumWorks
NumWorks est une société française qui a lancé en France à l'été 2017 une calculatrice graphique visant un public lycéen,,. La calculatrice NumWorks a été rapidement vendue à plusieurs milliers d'exemplaires auprès des lycéens français.

## Histoire
La société a été créée mi-2016 par Romain Goyet, un polytechnicien qui, après un passage chez Apple,, décida de lancer sa start-up pour produire une calculatrice graphique. La première calculatrice, la N0100 est sorti le 29 août 2017.

## Produits
Quatre versions de la calculatrice ont été produites par NumWorks : le modèle N0100, le modèle N0110, le modèle N0120 et le modèle N0115. Les limitations techniques de la mémoire du modèle N0100 empêche toute mise à niveau vers une version supérieure à la 19.5.1.
La calculatrice NumWorks est équipée d'un écran à cristaux liquides, avec une définition de 320 × 240 pixels, 140 PPI et une diagonale de 2,8 pouces.
Un simulateur est disponible en ligne en JavaScript sur le site Internet de NumWorks, et depuis le 22 mars 2019, une application gratuite pour téléphones simulant la calculatrice est disponible pour Android et iOS. Tous deux permettent de tester les mêmes fonctionnalités que la calculatrice, mais sans persistance des données.
| Modèle                 | N0100             | N0110             | N0120             | N0115             |
| ---------------------- | ----------------- | ----------------- | ----------------- | ----------------- |
| Processeur             | Cortex-M4 100 MHz | Cortex-M7 216 MHz | Cortex-M7 550 MHz | Cortex-M7 216 MHz |
| Mémoire vive           | 256 Kio           | 256 Kio           | 564 Kio           | 256 Kio           |
| Mémoire flash intégrée | 1 Mio             | 64 Kio            | 512 Kio           | 64 Kio            |
| Mémoire flash externe  | —                 | 8 Mio             | 8 Mio             | 8 Mio             |
| Connecteur             | Micro USB Type-B  | Micro USB Type-B  | USB Type-C        | USB Type-C        |
| Année de sortie        | 2017              | 2019              | 2022              | 2023              |
| Fin de production      | 2019              | 2023              | —                 | —                 |

### Logiciel
La calculatrice est annoncée en open hardware (« matériel ouvert », schémas et plans sont disponibles) et sous open source (« code source ouvert ») avec une licence Creative Commons BY-NC-SA. Le code source du firmware, connu sous le nom de « Epsilon », est disponible sur GitHub, tout utilisateur étant libre de suggérer des modifications,.
L'aspect open-source de la calculatrice étant un risque pour l'intégrité et la fiabilité du mode examen, Numworks a modifié sa licence à la suite de la version bêta 16 d'Epsilon et interdit désormais toute distribution du firmware modifié basé sur cette version. Une fois la calculatrice mise à jour, l'accès aux firmwares tiers et applications basées sur les versions précédentes d'Epsilon est interdit en mode examen, et ceci de manière irréversible.
Elle propose un éditeur de script Python, plutôt qu'un langage propriétaire tel que TI-BASIC sur les calculatrices de Texas Instruments. Des modules de tracés graphiques, de mathématiques et d'événements y sont disponibles.
Depuis le site internet de l’entreprise, il est possible de mettre à jour la calculatrice via un ordinateur et un câble USB. Des mises à jour sont régulièrement disponibles, apportant de nouvelles fonctionnalités ou améliorant les fonctionnalités existantes,.
La version 20, et les versions suivantes, ne peuvent plus être installées sur le modèle N0100 par manque de place dans la mémoire physique.

### Galerie

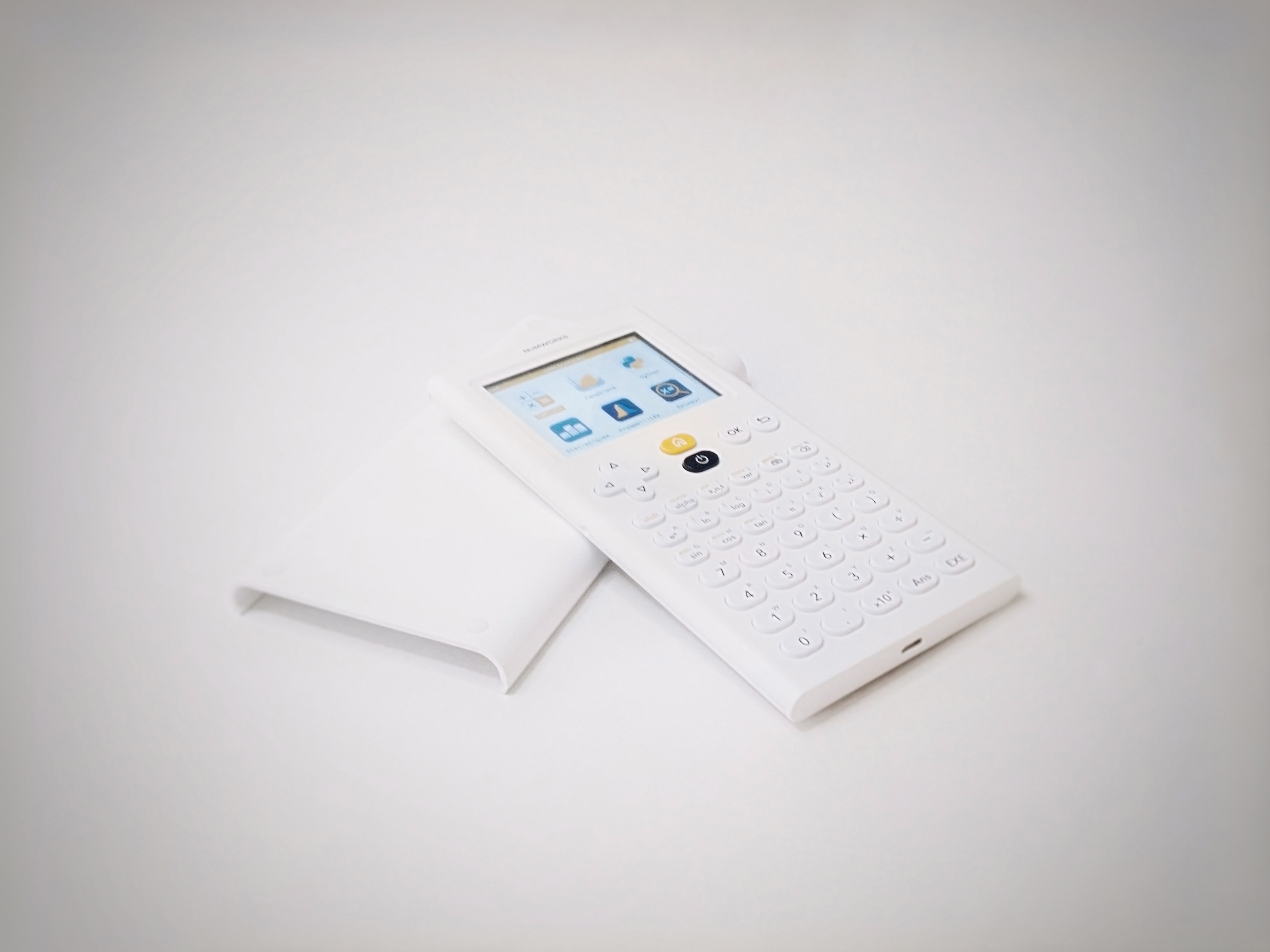
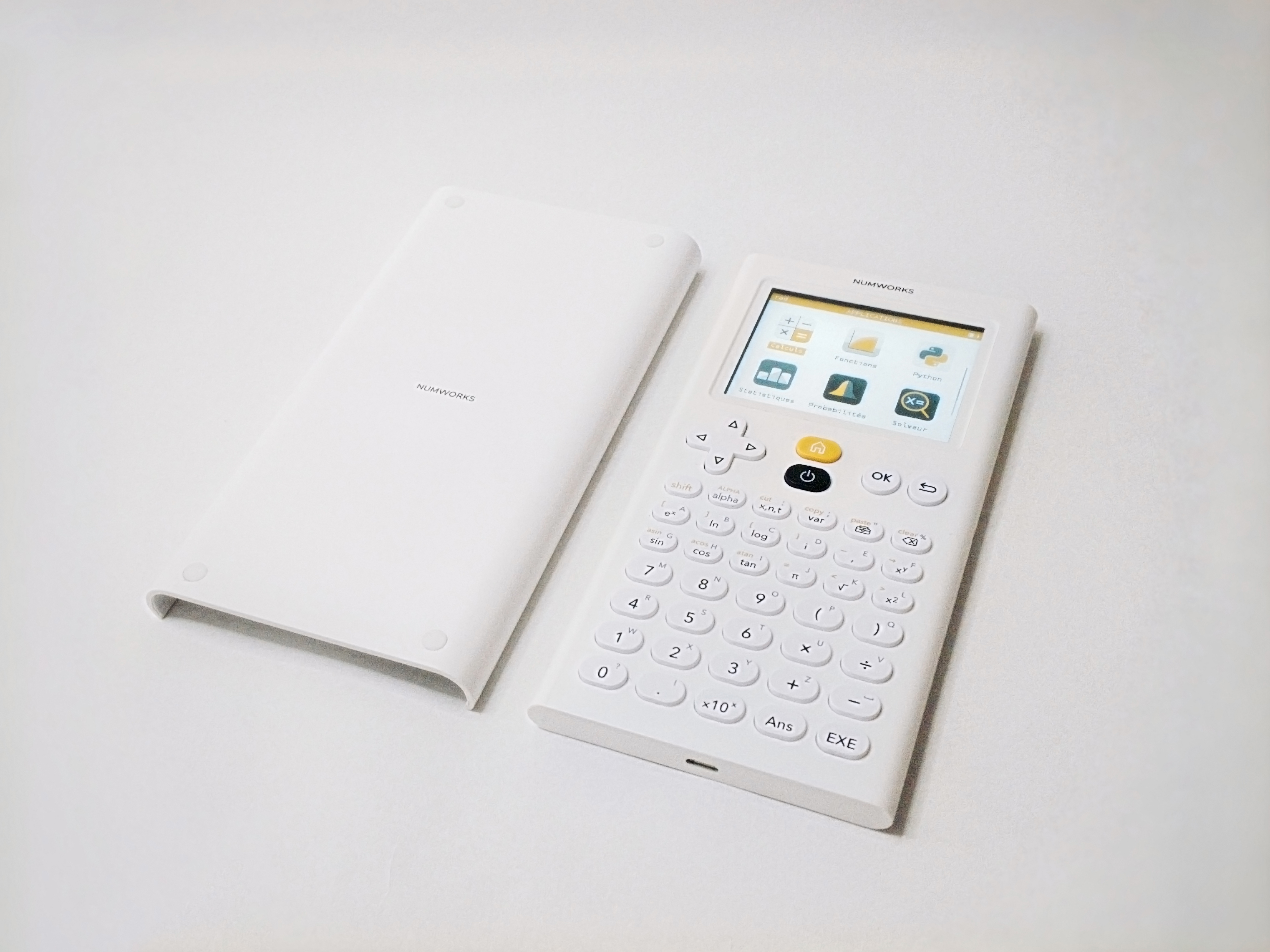
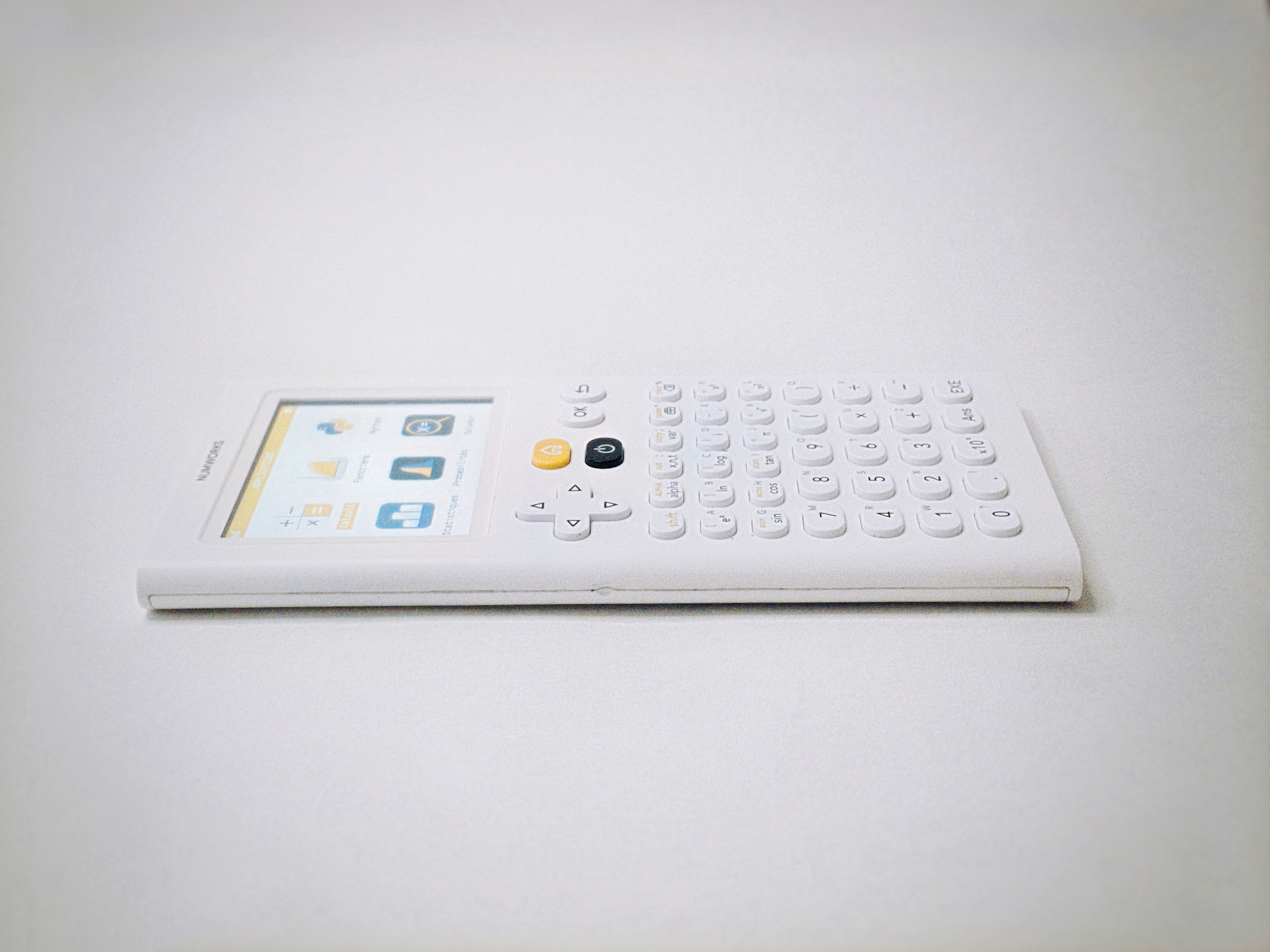
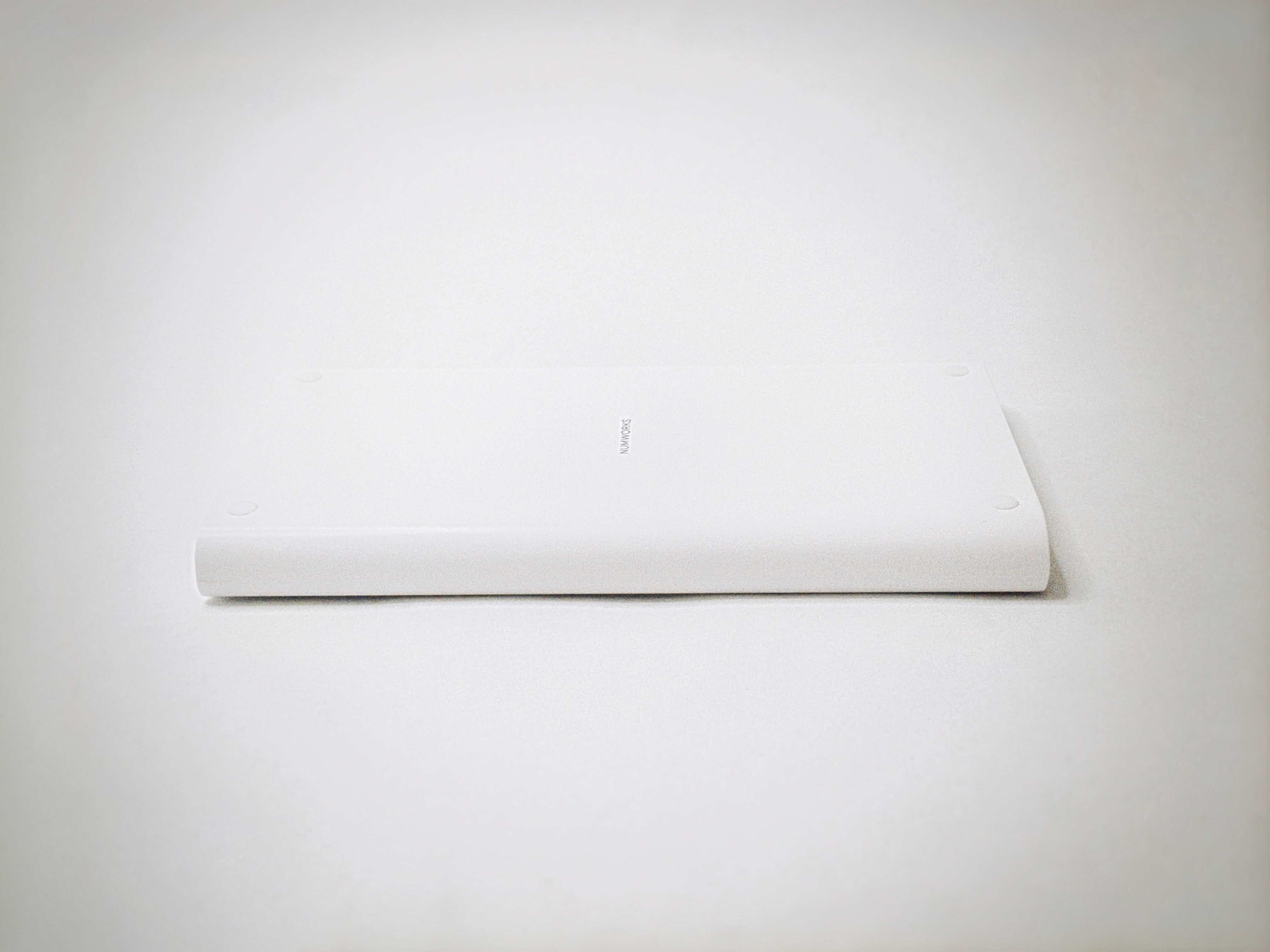